# Пересільд Юлія Сергіївна
Юлія Сергіївна Пересільд (рос. Ю́лия Серге́евна Переси́льд, нар.5 вересня 1984) — російська акторка. Заслужена артистка Росії (2018), космонавтка (2021).

## Життєпис
Юлія Пересільд народилася 5 вересня 1984 року у місті Псков. У шкільні роки активно брала участь у КВК, концертних програмах для дитячих будинків та у військових частинах. Закінчила Російський університет театрального мистецтва (2006).
5 жовтня 2021 року в 11.55 за московським часом акторка стартувала на кораблі «Союз МС-19» до МКС в рамках науково-просвітницького проекту «Виклик». В космосі провела 12 днів.
17 жовтня 2021 в 04:14:05 мск корабель «Союз МС-18» відділився від російського сегменту МКС. Сходження з орбіти розпочалося після ввімкнення на гальмування двигуна о 06:41:46 мск. В 07:35:44 мск апарат транспортного пілотованого корабля «Ю. О. Гагарін» (Союз МС-18) здійснив посадку на території Казахстану. На Землю повернувся екіпаж у складі Героя Росії, космонавта Роскосмоса Олега Новіцького та учасників космічного польоту Клима Шипенка і Юлії Пересільд.

## Вибіркова фільмографія
- Дільниця (2003)

- Єсенін (2005)
- Полонений (2008)
- Коротке замикання (2009)
- Підсадний (2010)
- Край (2010)
- Зимове танго (2011)
- Літо вовків (2011)
- Марафон (2012)
- Полювання на крокодилів (2013)
- Параджанов (2013)
- Weekend (2013)
- Незламна (2015)
- Людмила Гурченко (2015)
- Виклик (2023)